# 그리고 베를린에서
《그리고 베를린에서》(영어: Unorthodox)는 넷플릭스에서 2020년 3월부터 방영된 독일, 미국의 드라마이다.

## 같이 보기
- 메나쉬